# Vicente Verdejo
Vicente Verdejo Coloma (Villena, Alicante, España, 19 de enero de 1980) es un futbolista español. Juega en la defensa como lateral izquierdo y su equipo actual es el Villena Cf  de la 
1° Regional valenciana.

## Trayectoria
Vicente Verdejo es un defensa veloz no exento de técnica que suele actuar como lateral izquierdo. Su polivalencia le permite jugar en banda derecha e incluso en el mediocampo. Es un lateral con mucha llegada a línea de fondo. Con su buena visión de juego hace que se convierta en un lateral completísimo
Se formó en las categorías inferiores del Hércules CF; formó parte de la generación de canteranos que logró el campeonato de División de Honor Juvenil (Grupo V) y alcanzó las semifinales de la Copa del Rey de Juveniles de Fútbol con el equipo juvenil del Hércules CF. Tras su buena temporada con el juvenil herculano y tras el descenso del Hércules a Segunda B, la primera plantilla se nutrió de varios canteranos como Gonzalo Bonastre, Fernando Béjar, Manolo Martínez o Javi Verde. En su primera temporada con el Hércules CF en Segunda B disputó absolutamente todos los minutos de la temporada (38 encuentros) y fase de ascenso; el equipo entrenando por Manolo Jiménez no consiguió el ascenso. Tras militar en el equipo alicantino hasta 2003, se marchó cedido una temporada al Valencia CF B. No tuvo suerte en el filial ché y regresó al Hércules CF. En las seis temporadas que permaneció en el Hércules fue mayormente el jugador titular en el lateral izquierdo. Llegó a jugar algún partido con la Selección de fútbol de la Comunidad Valenciana. La temporada 2006/07 fichó por la UD Vecindario, descendiendo a Segunda División B. En verano de 2007 fichó por el Lorca Deportiva CF que también acababa de descender a Segunda División B.
En el 2010 firma con el equipo almendralejense Extremadura Unión Deportiva.
En enero de 2013 el lateral izquierdo Vicente Verdejo , exjugador de Hércules, Valencia Mestalla, Vecindario, Lorca Deportiva, Cerro Reyes, Extremadura UD u Ontinyent (7 partidos la pasada temporada), se convierte en refuerzo para el Deportivo Eldense, militante en el Grupo 6 de Tercera División.

## Clubes
| Club                                                 | País      | Año         |
| ---------------------------------------------------- | --------- | ----------- |
| Hércules CF                                          | España    | 1999-2003   |
| Valencia CF B                                        | España    | 2003-2004   |
| Hércules CF                                          | España    | 2004-2006   |
| UD Vecindario                                        | España    | 2006-2007   |
| Lorca Deportiva CF                                   | España    | 2007-2009   |
| Orihuela Club de Fútbol                              | España    | 2009-2010   |
| Agrupación Deportiva Cerro de Reyes Badajoz Atlético | España    | 2010-2011   |
| Extremadura Unión Deportiva                          | España    | 2010-2011   |
| Ontinyent Club de Futbol                             | España    | 2011-2012   |
| Eldense                                              | 2012-2013 |             |
| Villena C.F                                          | España    | 2014-Actual |